# Káto Miliá (Piérie)
Káto Miliá, en grec moderne : Κάτω Μηλιά, est un village du dème de Kateríni, de Macédoine-Centrale en Grèce.
Selon le recensement de 2011, la population du village s'élève à 869 habitants.